# Pavel Kloesjantsev
Pavel Vladimirovitsj Kloesjantsev (Russisch: Павел Владимирович Клушанцев) (Sint-Petersburg, 25 februari 1910 - aldaar, 27 april 1999) was een Russische cameraman, regisseur en schrijver.
Hij was ’s werelds eerste regisseur die begon met het combineren van het populair-wetenschappelijke genre met sciencefiction, waarmee hij de weg plaveide voor de moderne sciencefictionfilms in de cinematografie. Hij was tevens een pionier op het gebied van special effects, veel van zijn effecten zijn later door andere regisseurs overgenomen.
In 1970 werd hij bekroond met de titel Geëerd Kunstenaar van de RSFSR.

## Levensloop
Kloesjantsev behaalde zijn diploma aan het cinematografisch technische college in Leningrad als cameraman. Na zijn afstuderen werd hij toegewezen aan de film studio Belgoskino, alwaar hij vier jaar werkte als cameraman. Hierna stapte hij over naar de Lenfilm studio in Leningrad, waar hij zijn debuut als regisseur maakte met de film 'Sem Barerov' (de zeven barrières). In 1937 richtte hij een afdeling gecombineerde filmtechnieken op. Hij ontwikkelde tal van innovatieve methodes van gecombineerde filmtechnieken en verschillende special effects en trucs, inclusief de wereldberoemde luminescerende methode.
Hij werkte als cameraman en regisseur bij de studio Sibtechfilm gedurende de Tweede Wereldoorlog, waar hij trainingsfilms maakte voor het Sovjetleger. Na de oorlog zette hij zijn activiteiten voort aan de Leningrad studio voor populaire wetenschapsfilms. In de film 'Vselennaja' (universum) (1951) zien we voor het eerst sciencefictionelementen verschijnen. De trucs en special effects in de film 'Doroga k zvjozdam' (weg naar de sterren) (1958) zijn nadien ook gebruikt door regisseurs als Stanley Kubrick en George Lucas.
De film 'Planeta Boer' (stormplaneet) (1962), gebaseerd op het gelijknamige verhaal van Kloesjantsev, werd lauw ontvangen in de Sovjet-Unie, maar werd echter hoog gewaardeerd door de internationale filmcritici. 28 landen in de wereld verkregen de rechten op de huur van de film en in de VS werden twee remakes gemaakt van de film; te weten: Journey to the pre-historic planet (1965) en Journey to the planet of the pre-historic women (1968). In deze film werden de scènes ingepast, gespeeld met Amerikaanse acteurs en zo in de originele film gezet. Het Amerikaanse publiek wist aanvankelijk niet eens dat zij naar een film keken die in de Sovjet-Unie was gemaakt. Verschillende fragmenten uit de sciencefictionfilm 'Nebo Zovjot' (oproepen uit de lucht) werden eveneens in de Amerikaanse remake gebruikt. De film ‘stormplaneet’ deed het nodige stof opwaaien in de Sovjet-Unie, dit kwam doordat een vrouwelijke ruimtevaarder huilde in de film. Minister van cultuur Jekaterina Foertseva stelde zelfs: 'Een Sovjetkosmonaute kan niet huilen!' Na de film 'stormplaneet' werkte Kloesjantsev niet langer meer aan producties binnen het sciencefictiongenre, maar werkte hij verder aan het populaire wetenschapsgenre tot aan zijn pensioen.
Gedurende zijn carrière als filmmaker heeft Kloesjantsev meer dan honderd films gemaakt. Hij was tevens auteur van een groot aantal populair wetenschappelijke kinderboeken.

## Films
| Titel (Getranslitereerd) | Originele Titel (Cyrillisch alfabet) | Nederlandse Vertaling |
| ------------------------ | ------------------------------------ | --------------------- |
| Sem Barerov              | Семь барьеров                        | De zeven barrières    |
| Vselennaja               | Вселенная                            | Universum             |
| Doroga k zvjozdam        | Дорога к звёздам                     | Weg naar de sterren   |
| Planeta Boer             | Планета бурь                         | Stormplaneet          |
| Loena                    | Луна                                 | De maan               |
| Mars                     | Марс                                 | Mars                  |
| Nebo Zovjot              | Небо зовёт                           | Oproepen uit de lucht |